# Program Operacyjny Wiedza Edukacja Rozwój
Dokument, który został przyjęty przez Radę Ministrów 8 stycznia 2014 roku. Jest jednym z 6 programów krajowych jakie będę realizowane w okresie 2014-2020. Finansowany jest z Europejskiego Funduszu Społecznego. Jego nadrzędnym celem jest wzrost poziomu zatrudnienia oraz spójności społecznej, a także poprawa funkcjonowania administracji publicznej. Interwencja podejmowana z poziomu krajowego koncentrować się będzie przede wszystkim na rozwiązaniach systemowych, projektach pilotażowych oraz działaniach o zasięgu ogólnokrajowym. W porównaniu z Programem Kapitał Ludzki w obecnym okresie programowania, program ten będzie miał niższą alokację. 75 proc. Europejskiego Funduszu Społecznego będzie zarządzanych przez regiony.

## Budżet
Na realizację tego programu została przeznaczona kwota w wysokości 4 419,3 mln euro.

## Cel programu
Cele tematyczne:
- Wspieranie zatrudnienia i mobilności pracowników
- Wspieranie włączenia społecznego i walka z ubóstwem
- Inwestowanie w edukację, umiejętności i uczenie się przez całe życie
- Wzmacnianie potencjału instytucjonalnego i skuteczności administracji publicznej

## Osie priorytetowe:[2]
- OŚ PRIORYTETOWA 1:  Osoby młode na rynku pracy
- OŚ PRIORYTETOWA 2:  Efektywne polityki publiczne dla rynku pracy,  gospodarki i edukacji
- OŚ PRIORYTETOWA 3: Szkolnictwo wyższe dla gospodarki i rozwoju
- OŚ PRIORYTETOWA 4:  Innowacje społeczne i współpraca ponadnarodowa
- OŚ PRIORYTETOWA 5: Wsparcie dla obszaru zdrowia
- OŚ PRIORYTETOWA 6: Pomoc techniczna